# Механична вълна
Механичните вълни в дадена материална среда се изразяват в промяна на нивото на течността (водни вълни), налягането и плътността на флуид (звукови и хидравлични вълни), или напрегнатостта на еластична среда (сеизмични вълни). Отделните частици на средата се движат по затворени траектории, но при трептенето си могат да предават енергия една на друга, чрез което вълната, макар и да не пренася материя, пренася енергия.

## Видове

### Водни вълни
При наличието на вятър, въздухът увлича горния слой на водната повърхност и образува завихряния. В открито море те са под повърхността, но, приближавайки брега, образуват гребени над нея.

#### Приливни вълни
Приливните вълни са промяна на формата на Световния океан, причинена от гравитационното взаимодействие на Слънцето и Луната. Явленията се наречени прилив и отлив, а образуващият се фронт на водата в стесняващи се заливи или по речните корита се нарича приливна вълна.

### Звукови вълни
Тъпанчето в човешкото ухо е тънка мембрана, която е чувствителна на миниатюрни промени на атмосферното налягане, причинени от механичните вълни, които се разпространяват във въздуха.
Човешкото ухо възприема механичните вълни като звук с честота на интервала 16 – 20 000 Hz. В зависимост от особеностите на човека се наблюдават различни отклонения от диапазона на чуване. С напредване на възрастта хората по-трудно чуват звуковете с високи честоти. Звуковите вълни, които се разпространяват във въздуха, имат голямо значение за живота на хората.